# Fidelis av Sigmaringen
Fidelis av Sigmaringen, född 1 oktober 1578 i Sigmaringen i Tyskland, död 24 april 1622 i Grüsch i Schweiz, var en katolsk ordenspräst och martyr. Fidelis av Sigmaringen vördas som helgon inom Romersk-katolska kyrkan. Hans minnesdag firas den 24 april.

## Biografi
Fidelis föddes som Markus Roy och var son till borgmästaren i Sigmaringen. Han studerade vid universitetet i Freiburg och doktorerade i både juridik och filosofi. Omkring 1611 arbetade han som advokat i Alsace, och då han bistod fattiga utan att ta betalt kom han snart att kallas "de fattigas advokat". Med tiden kom han att bli desillusionerad över det korrupta rättssystemet och stängde sin advokatbyrå. Markus prästvigdes och inträdde inom kort i kapucinorden. År 1613 avlade han sina eviga klosterlöften och antog då namnet Fidelis, ”den trogne”.
Som kapucinermunk ägnade sig Fidelis i huvudsak åt att predika och höra bikt. Fideles kom att omvända flera kalvinister, och anmodades av Heliga kongregationen för den romerska och universella inkvisitionen att predika i Graubünden, ett av kalvinismens starkaste fästen. Kalvinisterna i regionen förargades av Fidelis predikningar och försök att omvända personer ur deras egna led och hotade honom med döden om han inte upphörde med att sprida den katolska läran. När Fidelis den 24 april 1622 predikade i Seewis norr om Chur, väntade tjugo kalvinistiska soldater utanför kyrkan, och när Fidelis kom ut ur kyrkan befallde de honom att avsvära sig sin katolska tro. Då Fidelis vägrade, slog de ihjäl honom.
Fidelis av Sigmaringen har fått sitt sista vilorum i domkyrkan i Chur. Han helgonförklarades av påve Benedikt XIV den 29 juni 1746.

## Översättning
Den här artikeln är helt eller delvis baserad på material från engelskspråkiga Wikipedia.